# Звільнений (фільм)
«Звільнений» (англ. Fired) — американська короткометражна кінокомедія режисера Марі Дресслер 1917 року.

## У ролях
- Марі Дресслер
- Джеймс Т. Келлі
- Вільям МакКолл
- Джон Ренд